# Almançor Ali
Almaleque Almançor Noradine Ali ibne Almaleque Almuiz Aibaque (em árabe: الملك المنصور نور الدين على بن الملك المعز أيبك; romaniz.: al-Malik al-Mansur Nur ad-Din Ali ibn al-Malik al-Mu'izz Aybak, melhor conhecido apenas como Almançor Ali (em árabe: المنصور على), foi um sultão mameluco da dinastia Bahri que reinou, adolescente, no Egito entre 1257 e 1259, após o assassinato de seu pai, Aibaque, e durante um período turbulento por conta da invasão mongol, liderada por Hulagu, do mundo islâmico.